# Foton Aumark
Foton Aumark (кит. 欧马可) — семейство среднетоннажных грузовых автомобилей китайской компании Beiqi Foton Motor Ltd. полной массой от 3 до 14 тонн.

## Описание
Модельный ряд Foton Aumark включает бортовые грузовики, шасси, а также широкий ряд специальных автомобилей. Различают следующие модификации автомобилей: Foton Aumark FL, Aumark TX (на некоторых рынках продаётся под названием Foton Ollin) и Aumark C, которые составляют третье поколение модели и обозначаются Foton Aumark M3.
Автомобиль Aumark FL получил кабину, похожую на Hyundai Porter, а автомобили Aumark TX и Aumark C получили кабину, похожую на Toyota Dyna. Автомобили Foton Aumark C комплектуются дизельными двигателями Cummins ISF объёмом 2,8—3,8 л (105—170 л. с., 280—600 Н*м).
Автомобили Foton Aumark TX комплектуются дизельными двигателями Isuzu BJ493 объёмом 2,8 л (90—110 л. с., 172—260 Н*м), Perkins Phaser 110Ti/135Ti/140Ti объёмом 4 л (104—154 л. с., 360—445 Н*м), или Lovol 4JB1.
Автомобили Foton Aumark FL комплектуются разнообразием дизельных двигателей объёмом от 1,1 до 4,8 л (40—142 л. с., 83—450 Н*м). На грузовики устанавливают коробки передач немецкой компании ZF.
В мае 2016 года дебютировал Foton Aumark S3. Шасси имеет колёсную базу 3360 мм и полную массу 8,3 тонны. Автомобиль оснащён дизельным двигателем Cummins ISF3.8 мощностью 141 или 154 л. с.
Осенью 2016 года на смену Foton Aumark C пришёл новый Foton Aumark S5. Внешне новая модель очень похожа на Mercedes-Benz Antos, оснащается дизельным двигателем Foton-Cummins ISF3.8 мощностью 170—220 л. с. и механической коробкой передач ZF. В качестве опции доступен двигатель Foton-Cummins ISF4.5. Aumark S5 предлагается в нескольких вариантах: 14, 18 и 25 тонн. Через некоторое время модель переименовали в Foton Auman EST-M.
В 2017 году на автосалоне в Шанхае представили самый маленький грузовик Foton Aumark S1 с двигателями Foton-Cummins ISF2.8. Aumark S1, S3 и S5 составляют четвёртое поколение модели и обозначаются Foton Aumark M4.

### Украина
В Харькове налажена крупноузловая сборка модели Foton Aumark под маркой Кобальт на ООО «Автосборочное предприятие „Кобальт“».

## Модификации

### Foton Aumark TX
- Foton Aumark BJ 1031 грузоподъёмностью 1,5 тонны с дизельным двигателем 4BJ-1T (Евро-3).
- Foton Aumark BJ 1039 грузоподъёмностью 1,69 тонны с дизельным двигателем Р4 Cummins ISF объёмом 2,8 л, мощностью 107 л. с. при 3000 об/мин, крутящим моментом 280 Н*м при 2000 об/мин.
- Foton Aumark BJ 1041 грузоподъёмностью 3 тонны с дизельными двигателями 4BJ-1T (Евро-3) и Phaser 110 (Евро-3).
- Foton Aumark BJ 1049 грузоподъёмностью 3 тонны с дизельным двигателем Р4 Cummins ISF объёмом 2,8 л, мощностью 107 л. с. при 3000 об/мин, крутящим моментом 280 Н*м при 2000 об/мин.

### Foton Aumark C
- Foton Aumark BJ 1051 грузоподъёмностью 4 тонн с дизельным двигателем Р4 Cummins ISF объёмом 3,8 л, мощностью 141 л. с. при 2600 об/мин, крутящим моментом 450 Н*м при 1200—2200 об/мин.[2]
- Foton Aumark BJ 1061 грузоподъёмностью 5 тонн с дизельным двигателем Р4 Cummins ISF объёмом 3,8 л, мощностью 154 л. с. при 2600 об/мин, крутящим моментом 500 Н*м при 1200—2200 об/мин.[3]
- Foton Aumark BJ 1129 грузоподъёмностью 6—12 тонн с дизельным двигателем Р4 Cummins ISF объёмом 3,8 л, мощностью 170 л. с. при 2600 об/мин, крутящим моментом 600 Н*м при 1300—1700 об/мин.